# فيلامايل دي لا سايرا
بلدية فيلامايل دي لا سايرا (بالإسبانية: Villamiel de la Sierra)‏, هي إحدى بلديات مقاطعة برغش, التي تقع في منطقة قشتالة وليون, والتي تقع في شمال غرب إسبانيا.
يبلغ عدد سكانها 39 نسمة وفقاً لإحصائية سنة (2002).